# Synchronic
Synchronic (mesmo título no Brasil; prt: Sincrónico) é um filme de terror e ficção científica americano, de 2019, escrito por Justin Benson, que também o dirigiu e o produziu com Aaron Moorhead. Ele possui continuidade com outros filmes de Benson e Moorhead, seguindo Resolution e The Endless. É estrelado por Anthony Mackie e Jamie Dornan, como paramédicos que investigam uma série de mortes inexplicáveis e sua conexão com uma nova droga sintética.
Teve sua estreia mundial no Festival Internacional de Cinema de Toronto de 2019. Foi lançado em 23 de outubro de 2020 pela Well GO USA Entertainment.

## Sinopse
Steve, um mulherengo, e Dennis, um pai casado, trabalham juntos como paramédicos em Nova Orleans, Louisiana. Eles são chamados para uma série de atendimentos em que pessoas estão mortas em circunstâncias estranhas ou cujas histórias são incoerentes. Os casos estão ligados a uma nova droga sintética chamada Synchronic.
Em uma chamada de violência doméstica, eles encontram uma vítima esfaqueada e uma velha espada embutida na parede. Enquanto Steve cuida de um homem ferido, ele é acidentalmente perfurado por uma agulha suja. Ao ser testado para possíveis infecções, acaba descobrindo um câncer em sua glândula pineal subdesenvolvida e não calcificada. Ao atender uma outra chamada, a dupla encontra um corpo completamente queimado. Em uma terceira chamada, por suposta mordida de uma cobra venenosa, nenhum animal é encontrado na área.
Em uma ligação para uma festa de drogas, eles encontram um menino morto, e uma garota diz que havia ALI uma terceira garota, Brianna, filha adolescente de Dennis. Na manhã seguinte, Steve vai a uma tabacaria local e compra todo o Synchronic, que ele descobre que foi descontinuado. Ao sair, Steve recusa a oferta de um homem de pagar o triplo do valor e permanece firme mesmo quando o homem aumenta sua oferta para quase 20 vezes o que pagou. Na manhã seguinte, Steve pega o homem invadindo sua casa. Ele diz ser o químico que criou Synchronic a partir de uma flor vermelha que cresce no deserto da Califórnia, que altera a percepção do tempo pela glândula pineal. As crianças, que possuem uma glândula pineal não calcificada, passam pelo tempo. Os adultos parecem se mover apenas parcialmente no tempo, como fantasmas.
Durante a próxima chamada, uma vítima de uma luta de espadas morre. Steve, que é um fã da história da ciência, cita Albert Einstein sobre a insignificância do tempo diante da morte de seu amigo. Sob o estresse do desaparecimento de Brianna, o casamento de Dennis se deteriora. Quando ele descobre que alguém está roubando morfina, ele interpreta mal a saúde debilitada de Steve e o uso de analgésicos como prova de que ele é viciado em morfina. Os dois brigam enquanto tratam de um paciente que grita.
Em casa, Steve pega a droga Synchronic, viaja no tempo, de volta para quando a área estava coberta por um pântano e é atacado por um conquistador. Ao retornar, Steve registra suas observações, deduzindo que Synchronic permite viajar para trás no tempo por sete minutos na mesma localização geográfica. Ao viajar de volta à Idade do Gelo, ele percebe que sua localização no momento de tomar a pílula determina o ano de destino.
Durante sua próxima tentativa, Steve leva de volta seu cachorro, Hawking, para a década de 1920, onde é perseguido por membros da Ku Klux Klan. Movendo-se do local original, ele perde Hawking e não consegue trazê-lo de volta. Tomando outra pílula Synchronic no local onde Brianna desapareceu, ele descobre vários homens tribais, que o perseguem até uma árvore. Mais tarde, ele descobre com um dos amigos de Brianna que ela pode ter se afastado antes de tomar o Synchronic. Ele também percebe que tocar objetos pode ancorar alguém no período de tempo do objeto.
Steve e Dennis conversam em um bar. Dennis, que não dá valor à sua vida, acredita que irá se divorciar. Steve conta a Dennis sobre seu câncer e os dois se reconciliam. O motorista deles, Tom, é quem estava roubando a morfina. No cemitério da família de Steve, ele mostra a Dennis os vídeos de sua viagem no tempo, e eles deduzem que Brianna pode ter deixado uma mensagem para eles encontrarem no parque. Steve viaja no tempo de lá e se encontra em um campo de batalha durante a Guerra de 1812. Ele leva um tiro na perna enquanto procurava por Brianna. Ao encontrá-la em uma trincheira, ele lhe dá sua última pílula. Steve elogia sua ideia de marcar uma pedra, mas ela diz que não. Na pedra, eles são interceptados por um saqueador que, acreditando que Steve é um escravo fugitivo, ameaça matar os dois. Steve distrai o saqueador enquanto Brianna retorna em segurança ao tempo presente. O saqueador pisa em uma mina terrestre após ser surpreendido por uma explosão. Steve percebe enquanto está sentado na pedra que foi ele quem esculpiu a mensagem na pedra. De volta ao presente, enquanto Dennis abraça Brianna, Steve aparece como um fantasma e aperta a mão de Dennis.

## Elenco
- Anthony Mackie como Steve Denube
- Jamie Dornan como Dennis Dannelly
- Ally Ioannides como Brianna Dannelly
- Katie Aselton como Tara Dannelly
- Bill Oberst Jr. como The Looter
- Natasha Tina Liu como Christina
- Martin Bats Bradford como Bob
- Adam J. Yeend como Kyle T. Wentworth, III
- Devyn A. Tyler como Danika
- Betsy Holt como Leah
- Shane Brady como Travis

## Produção
Em setembro de 2018, foi anunciado que Jamie Dornan e Anthony Mackie haviam se juntado ao elenco do filme, com direção de Justin Benson e Aaron Moorhead.
Synchronic compartilha continuidade com filmes anteriores de Benson e Moorhead. É mencionado que a droga titular foi sintetizada a partir de uma flor vermelha cultivada no deserto da Califórnia, fazendo referência à planta fumada por membros de uma comuna no filme The Endless.

## Lançamento
O filme teve sua estreia mundial no Festival Internacional de Cinema de Toronto em 7 de setembro de 2019. Pouco depois, a Well Go USA Entertainment adquiriu os direitos de distribuição do filme, anunciando o lançamento em 2020. Foi lançado nos cinemas em 23 de outubro de 2020.
Synchronic foi lançado em formato digital e vídeo sob demanda nos Estados Unidos em 12 de janeiro de 2021. O filme foi lançado na Netflix nos Estados Unidos em 16 de abril de 2021.

## Recepção
O site agregador de resenhas Rotten Tomatoes relata, em janeiro de 2023, um índice de aprovação de 79% com base em 155 resenhas e uma classificação média de 6.8/10. O consenso dos críticos do site diz: "Synchronic inicia uma jornada intrigante e idiossincrática que deve satisfazer os fãs dos trabalhos anteriores de Aaron Moorhead e Justin Benson." O Metacritic relata uma pontuação média ponderada de 64 em 100 com base em 23 críticos, indicando "avaliações geralmente favoráveis".